# VK 16.02 «Leopard»
VK 16.02 «Leopard» (полное название — Gefechtsаufklärer Versuchskraftfahrzeug 16.02) — экспериментальный разведывательный немецкий лёгкий танк времён Второй мировой войны.

## История создания
Танк для ведения разведки боем создавался как замена PzKpfw II Ausf.L «Luchs» и как дальнейшее развитие идеи разведывательного танка типа Pz.Kpfw. II Ausf. J (VK 16.01).
Машина разрабатывалась под явным влиянием танка «Пантера». Требовалось разработать разведывательный быстроходный танк, способный вести разведку в тяжёлых боевых условиях. Поэтому, в отличие от Pz.Kpfw. II Ausf. L и Ausf. J, «Леопарду» нарастили броню, в ущерб ходовым качествам.
Первые спецификации на разработку разведывательного танка выдавались ещё в 1941 году, но окончательно техническое задание было выдано в 1942 фирмам MIAG и Daimler-Benz. Прототип строился с 30 апреля по 1 сентября 1942 года; программой было предусмотрено создание 105 машин с апреля по декабрь 1943 года и ещё 150 машин до середины 1944, но проект был закрыт в пользу «Пантеры», поскольку «Леопард» уже не мог бороться с основным танком противника (Т-34) и экспериментальный образец был сдан на слом. Башню позже использовали в бронеавтомобиле Sd.Kfz.234/2 Puma.

## Машины на базе

### VK 28.01
После отказа от начала выпуска VK 16.02 от идеи разведывательных танков не отказались. Фирмой Daimler-Benz была разработана модернизированная версия этого танка с усиленной бронёй — VK 28.01. В результате вес танка возрос до 33 тонн, что обусловило замену 450-сильных двигателей Maybach 506 и Maybach 819 на 700-сильный Maybach HL 230. 8 мая 1944 года проект был свёрнут Министерством вооружений сухопутных войск (Нeereswaffenamt).